# Francisco Lerma Martínez

Wappen von Francisco Lerma Martínez.

Francisco Lerma Martínez IMC (* 4. Mai 1944 in El Palmar, Murcia, Spanien; † 24. April 2019 in Maputo, Mosambik) war ein spanischer Ordensgeistlicher und römisch-katholischer Bischof von Gurué. 

## Leben
Francisco Lerma Martínez trat am 2. Oktober 1966 der Ordensgemeinschaft der Consolata-Missionare bei, legte am 2. Oktober 1969 die Profess ab und empfing am 20. Dezember 1969 die Priesterweihe.
Papst Benedikt XVI. ernannte ihn am 24. März 2010 zum Bischof von Gurué. Der Bischof von Xai-Xai, Lucio Andrice Muandula, spendete ihm am 30. Mai desselben Jahres die Bischofsweihe; Mitkonsekratoren waren Francisco Chimoio OFMCap, Erzbischof von Maputo, und Jaime Pedro Gonçalves, Erzbischof von Beira. Die Amtseinführung im Bistum Gurué fand am 13. Juni desselben Jahres statt.